# Contea di Frontier
La contea di Frontier (in inglese Frontier County) è una contea dello Stato del Nebraska, negli Stati Uniti. La popolazione al censimento del 2010 era di 2 756 abitanti. Il capoluogo di contea è Stockville.